# Werner Canthal
Werner Canthal (* 18. Oktober 1887 in Hanau; † 11. November 1973 in Schlüchtern) war ein deutscher Industriejurist.

## Leben
Canthal stammte aus einer angesehenen jüdischen Familie in Hanau. Sein Vater, Fritz Canthal, war zur christlichen Religion konvertiert. Werner Canthal studierte Rechtswissenschaft an der Ruprecht-Karls-Universität und war seit 1906 Mitglied des Corps Suevia Heidelberg. Er bestand 1911 das Referendarexamen und promovierte zum Dr. jur. 1911/12 diente er als Einjährig-Freiwilliger im Feldartillerie-Regiment Nr. 50 und wurde im Oktober 1914 zum Oberleutnant der Reserve befördert. Am Ersten Weltkrieg nahm er an der Front und als Gerichtsoffizier im Gefangenenlager Meschede teil. 1916 wurde er mit dem Eisernen Kreuz II. Klasse ausgezeichnet. 1920 in die W.C. Heraeus GmbH eingetreten, wurde er 1926 Geschäftsführer des Unternehmens. Unter seinem Schutz überstand er als „Halbjude“ den Nationalsozialismus und kam erst in den letzten Kriegstagen in ein Arbeitslager im Harz. 1953 wurde er zum Vorsitzenden des Aufsichtsrates der Heraeus Holding GmbH und Quarzlampen GmbH in Hanau gewählt.

## Ehrenämter
- 1928–1933 Vizepräsident der Geschäftsstelle Hanau der IHK Frankfurt am Main
- 1945–1953 Präsident der IHK Hanau-Gelnhausen
- 1949 Präsident des 1. Hanauer Tennis- und Hockey-Clubs

## Ehrungen
- Bundesverdienstkreuz (Steckkreuz, 1953)